# 南北共同宣言

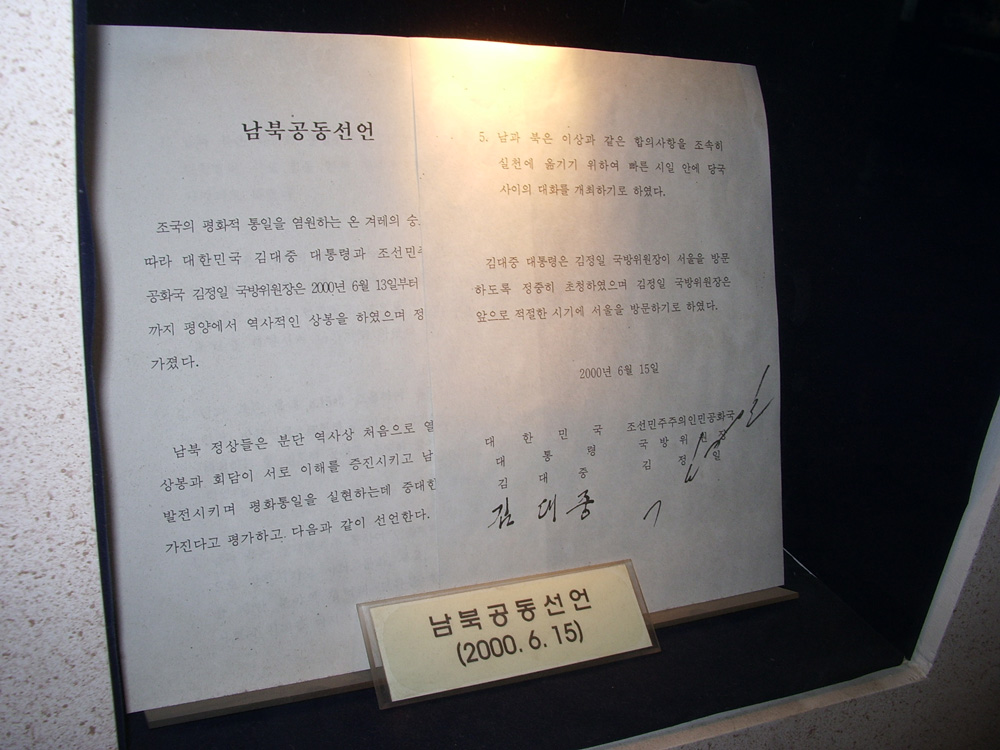
《南北共同宣言》的首末页

《南北共同宣言》又称《北南共同宣言》、《6·15共同宣言》是2000年6月15日朝鲜民主主义人民共和国（朝鲜）与大韩民国（韩国）双方经过多轮外交谈判后达成的联合宣言。《南北共同宣言》是朝韩分治后，双方领导人首次会晤后签署的历史性文件，是朝韩关系发展中的里程碑。在《宣言》签订5周年之际，朝韩双方在平壤召开了“民族统一大会”。大会通过了《民族统一宣言》并将6月15日定为“民族之日”。
2007年10月2日至4日，韩国总统卢武铉与朝鮮劳动党总书记兼国防委员长金正日召开了第二次首脑会晤并签订了《北南关系发展与和平繁荣宣言》。《南北共同宣言》的宗旨得到延续。2008年2月，李明博出任韩国总统后，对《南北共同宣言》持否定态度，调整了前两届政府对朝鮮的阳光政策，双方关系开始由和解转为对峙 。

## 背景
《南北共同宣言》是在苏联、东欧社会主义国家解体，中国大陸改革开放，冷战体制彻底崩溃的历史大背景下签订的。 
金大中在在野党时期就积极主张朝鲜半岛的和平统一，在其就职演说时就表明一有机会就举行朝韩首脑会晤，并在外交场合强调开展南北会晤。金大中的提议得到了金正日的积极响应。朝鲜半岛的和解气氛最终导致第一次朝韩首脑会晤的召开和《南北共同宣言》的签订。

## 正文
依照全民族渴望国家统一的崇高意愿，大韩民国总统金大中与朝鲜民主主义人民共和国国防委员会委员长金正日于2000年6月13至15日在平壤举行了历史性的首脑会晤。

南北领导人认为双方首脑会晤对促进相互理解、发展南北关系、实现和平统一具有重要意义，并宣布：
1. 南北双方同意通过全民族的共同努力自主解决国家统一问题。
2. 在实现南北统一方面，南方的联邦政府提议与北方的松散式联合政府的设想存在着共同因素。双方同意在此方向下促进统一。
3. 南北双方同意立即解决人道主义问题，比如8月15日光复节离散家属的重聚和南方在押的共产党问题。
4. 南北双方同意通过发展互利的经济合作以及民间、文化、体育、医疗、环保和其它方面的人员往来与合作发展双方经济增强彼此信任。
5. 南北双方同意近期举行相关对话来实现以上协议。

金大中总统真诚邀请金正日委员长访问汉城，金正日委员长将在合适时机出访汉城。
大韩民国总统
金大中（签名）
朝鲜民主主义人民共和国国防委员会委员长
金正日（签名）

2000年6月15日

## 影响
在《南北共同宣言》签署后的数年中，双方交流频繁，朝韩关系发生了历史性的变化。卢武铉总统称“《6·15共同宣言》是改变朝鲜半岛命运的历史转折点。” 朝鲜报纸称《宣言》是“民族共同的统一纲领”。
朝韩首次会晤和《南北共同宣言》的签署使时任韩国总统金大中获得当年的诺贝尔和平奖。

## 後續
2008年2月，大國家黨的李明博就任韓國總統，開始否定陽光政策。
2008年7月11日，韓國53歲女遊客朴旺子在區內旅遊時，據稱因誤入相距不遠的朝方軍事區而被朝方哨兵射殺，韓國政府隨即宣布暫停韓國遊客前往金剛山觀光。
2010年3月26日，韓國軍艦天安號在白翎島附近海域沉沒，即天安號沉沒事件。40多名韓國官兵被殺。
2010年11月23日，發生延坪島炮擊事件。
2011年12月17日，金正日去世，金正恩接任朝鮮最高領導人。
2013年2月25日，朴槿惠正式宣誓就任第18任韓國總統，李明博卸任總統職務。
李明博時期因朝鮮核問題、金剛山槍擊事件、天安號沉沒事件以及延坪島炮擊事件的發生，朝韓關係一直緊張。朴槿惠接任後，和李明博一樣，堅定要求朝鮮放棄發展核武，才會展開對話。
2024年12月24日，在韩国統一部發佈的《2024北韓各機構人名錄》當中，已因應北韓放棄統一刪去機構「踐行《六一五共同宣言》朝方委員會」。